# Hypochnicium albostramineum
Hypochnicium albostramineum är en svampart som först beskrevs av Giacopo Bresàdola, och fick sitt nu gällande namn av Hallenb. 1985. Hypochnicium albostramineum ingår i släktet Hypochnicium och familjen Meruliaceae.  Arten är reproducerande i Sverige. Inga underarter finns listade i Catalogue of Life.